# Besseria reflexa
Besseria reflexa är en tvåvingeart som beskrevs av Robineau-desvoidy 1830. Besseria reflexa ingår i släktet Besseria och familjen parasitflugor. Inga underarter finns listade i Catalogue of Life.